# Шарињи
Шарињи (фр. Charigny) насеље је и општина у источном делу централне Француске у региону Бургоња, у департману Златна обала која припада префектури Монбар.
По подацима из 2011. године у општини је живело 39 становника, а густина насељености је износила 12,7 становника/km². Општина се простире на површини од 3,07 km². Налази се на средњој надморској висини од 386 метара (максималној 477 m, а минималној 334 m).

## Демографија
| 1962. | 1968. | 1975. | 1982. | 1990. | 1999. | 2011. |
| ----- | ----- | ----- | ----- | ----- | ----- | ----- |
| 34    | 41    | 46    | 41    | 37    | 35    | 39    |

График промене броја становника у току последњих година